# Mieczyslaw Tomaszewski
Mieczysław Tomaszewski (17. listopadu 1921, Poznaň – 14. ledna 2019, Krakov) byl polský muzikolog, hudební editor a teoretik, profesor a doktor honoris causa na Hudební akademii v Krakově.

## Vzdělání
V letech 1932–1939 studoval hru na klavír u Janiny Illasiewicz-Stojałowské v Poznani. V letech 1946–1948 studoval polskou filologii na Univerzitě Mikuláše Kopernika v Toruni a muzikologii v letech 1954–1959 na Jagellonské univerzitě v Krakově. Doktorát obhájil v roce 1983 na univerzitě Adama Mickiewicze v Poznani, 1999 dokončil habilitaci.

## Kariéra
V roce 1959 se stal odborným asistentem (od 1971 jako docent, od 1989 – profesor) na Hudební akademii v Krakově. Od roku 1996 byl vedoucím katedry teorie a interpretace hudebních děl. V letech 1960–66 přednášel hudební teorii a estetiku na Jagellonské univerzitě. V letech 1982–1985 členem Hlavní rady vysokého školství. Člen PAN a PAU.
Pro Polskim Wydawnictwie Muzycznym v Krakově začal pracovat v roce 1952. V roce 1954 se stal šéfredaktorem, a v letech 1965–1988 zde působil jako ředitel.
Byl znalcem hudby období romantismu a autor mnoha prací o Chopinovi.

## Dílo
- Kompozytorzy polscy o Fryderyku Chopinie. Antologie. Krakov 1959
- Chopin. Diariusz par image. Krakov-Varšava 1990
- Fryderyk Chopin. Życie twórcy, multimediální lexikon (CD-ROM), Neurosoft Sp. z oo., Krakov 1995
- Muzyka Chopina na nowo odczytana. Krakov 1996
- Studia nad pieśnią romantyczną. Od wyzwania do wołania, Hudební akademie, Krakov 1997
- Chopin. Człowiek, dzieło, rezonans. Poznaň 1998
- Nad pieśniami Karola Szymanowskiego. Cztery studia, Hudební akademie, Krakov 1998
- Interpretacja integralna dzieła muzycznego. Rekonesans, Hudební akademie, Krakov 2000
- Chopin i George Sand. Krakov Wydawnictwo Literackie 2003
- Muzyka w dialogu ze słowem, Hudební akademie, Krakov 2003
- Krzysztof Penderecki and His Music. Four Essays, Hudební akademie, Krakov 2003
- O muzyce polskiej w perspektywie intertekstualnej. Studia i szkice, Hudební akademie, Krakov 2005
- Penderecki. Bunt i wyzwolenie. Rozpętanie żywiołów. Krakov PWM 2008
- Penderecki. Odzyskiwanie raju. Krakov PWM 2009